# استوديوهات دوفجينكو للأفلام
استوديوهات دوفجينكو السينمائية هو استوديو إنتاج سينمائي سوفيتي سابق في أوكرانيا تم تسميته على اسم منتج الأفلام السوفيتي، أولكسندر دوفجينكو، في عام 1957. مع سقوط الاتحاد السوفييتي، أصبح الاستوديو ملكًا للحكومة الأوكرانية . في عام 2000، حصل الاستوديو السينمائي على وضع وطني. 

## تاريخ الاستوديو

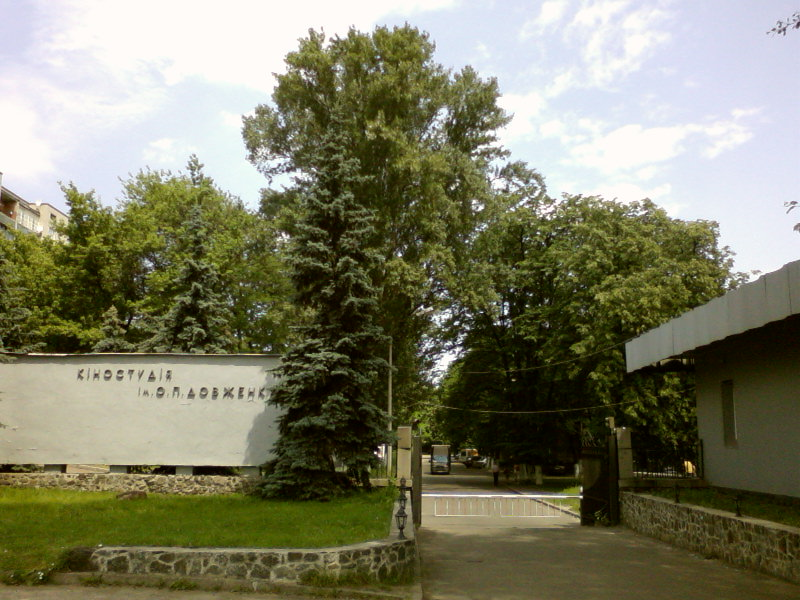
المدخل الرئيسي لاستوديوهات دوفجينكو السينمائية

بدأت الاستوديوهات في عشرينيات القرن العشرين عندما أعلنت إدارة التصوير السينمائي لعموم أوكرانيا (VUFKU) عن اقتراح مشروع لبناء مصنع للسينما في عام 1925. من بين 20 مشروعًا، تم اختيار مشروع فاليريان ريكوف، الذي قاد مجموعته المعمارية المكونة من طلاب قسم الهندسة المعمارية بمعهد كييف للفنون في بناء استوديوهات الأفلام أو. دوفجينكو بدءًا من عام 1927. وكان في ذلك الوقت الأكبر في جمهورية أوكرانيا السوفييتية الاشتراكية . ورغم أن أجنحة التصوير لم تكتمل بعد بعد مرور عام، فقد بدأ إنتاج الفيلم. يوجد داخل الاستوديوهات العديد من اللوحات التذكارية تخليداً لذكرى العديد من منتجي الأفلام الذين عملوا هنا في السابق. تم تسمية أحد أجنحة الأفلام باسم شكورسيفسكي ، لأن أولكسندر دوفجينكو قام بتصوير فيلمه شكور هناك. تُستخدم هذه المنطقة من الاستوديوهات كمتحف. 
كان أول فيلم للاستوديو هو فيلم "إيفانكو والجزار" للمخرج أكسل لوندين والمصور أ. ماينز. بدأ التصوير في 12 أكتوبر 1927، وتم التصوير ليلاً، حيث كان يتم بناء الأجنحة خلال النهار. لقد جاء العديد من المخرجين الموهوبين إلى الاستوديو منذ تصوير الأفلام الأولى - أولكسندر دوفجينكو، أرنولد كورديوم، بافلو دولينا، ليونيد لوكوف، إيفان كافالريدزي، إيجور سافتشينكو، فافست لوباتينسكي؛ المشغلون - دانيلو ديموتسكي، يوري يكلتشيك، ميكولا توبتشي، يوزيف رونا، آي. شيكر، أوليكسي بانكراتيف؛ الكتاب - ميكولا بازان، أولكسندر كورنيتشوك، هوردي براسيوك، في. وقد أثر ذلك بشكل مباشر على عدد ونوعية الأعمال وتنوع أنواع الأفلام. في عام 1929، تم إنتاج 10 أفلام.
منذ عام 1930، أصبحت السينما تحت سيطرة الدولة، وساهمت في نشر أيديولوجية الشيوعية بين السكان. ومع ذلك، كانت ثلاثينيات القرن العشرين بمثابة سنوات مهمة لتكوين مصنع كييف للأفلام.
في أكتوبر 1941، تم إخلاء الاستوديو إلى طشقند، حيث سيواصل أنشطته حتى تحرير كييف. أثناء الاحتلال الألماني لكييف، تم استخدام مباني الاستوديو كقاعدة إنتاج لإنشاء أفلام دعائية من قبل جمعية الفيلم الأوكرانية.
تم زرع بستان التفاح على جانب الشارع بالقرب من الاستوديوهات بأمر من دوفجينكو نفسه. في عام 1957، تم تسميته تخليداً لذكرى أوليكساندر دوفجينكو. 
منذ عام 1987، تخصصت المجلة في الأفلام الأولى للمخرجين. وكان مدير أعماله هما ألكسندر أدولوف (حتى عام 1990) وآرثر فواتسكي (بعد عام 1990).
في ديسمبر 2009، تم افتتاح استوديو للترميم الرقمي للأفلام الأوكرانية في المجمع.
يعد استوديو دوفجينكو الوطني للأفلام مؤسسة ذات دورة تكنولوجية معقدة كاملة. إلى جانب تصوير أفلامه الخاصة، يقدم استوديو الأفلام خدمات لشركات الأفلام والتلفزيون الأخرى في إنتاج منتجاتها، وينتمي إلى منتجي الأفلام الوطنية في أوكرانيا، والتي وافق عليها مجلس وزراء أوكرانيا بتاريخ 26 يناير 2011 رقم 48.

## أنظر أيضاً
- كييفناوكفيلم
- قائمة الأفلام الأوكرانية
- المعهد السينمائي الوطني في أوكرانيا
- استوديو أوديسا السينمائي
- تاريخ الرسوم المتحركة الأوكرانية